# Johan Forslund (skådespelare)
Johan Forslund, född 30 augusti 1977, är en svensk skådespelare. Han studerade vid Teaterhögskolan i Stockholm 2005–2009.

## Filmografi
- 1996 – Skilda världar (TV-serie) – Andreas Grönberg
- 1997 – Akvarium – killen
- 2009 – Portofino: The Philippines – Peter

## Teater

### Roller
| År   | Roll   | Produktion                                                          | Regi              | Teater                                                        |
| ---- | ------ | ------------------------------------------------------------------- | ----------------- | ------------------------------------------------------------- |
| 2007 | Azolan | Farliga förbindelser (Les Liaisons dangereuses) Christopher Hampton | Solbjørg Højfeldt | Helsingborgs stadsteater                                      |
| 2007 | Mårten | Potta Långhaka Mary Andersson                                       | Martha Vestin     | Helsingborgs stadsteater på Fredriksdal museer och trädgårdar |